# Viroqua ultima
Viroqua ultima là một loài nhện thuộc chi đơn loài Viroqua trong họ Salticidae. Chúng được Ludwig Carl Christian Koch miêu tả năm 1881. Chúng là loài đặc hữu của Úc.